# Morenci
Morenci és una concentració de població designada pel cens del Comtat de Greenlee a l'estat d'Arizona (Estats Units d'Amèrica).

## Demografia
Segons el cens del 2000 Morenci tenia 1.879 habitants, 672 habitatges, i 454 famílies La densitat de població era de 895,7 habitants/km².
Dels 672 habitatges en un 45,7% hi vivien nens de menys de 18 anys, en un 56,7% hi vivien parelles casades, en un 6,1% dones solteres, i en un 32,3% no eren unitats familiars. En el 30,8% dels habitatges hi vivien persones soles el 0,7% de les quals corresponia a persones de 65 anys o més que vivien soles. El nombre mitjà de persones vivint en cada habitatge era de 2,8 i el nombre mitjà de persones que vivien en cada família era de 3,55.
Per edats la població es repartia de la següent manera: un 35,6% tenia menys de 18 anys, un 7,2% entre 18 i 24, un 34,4% entre 25 i 44, un 22,1% de 45 a 60 i un 0,6% 65 anys o més.
L'edat mediana era de 30 anys. Per cada 100 dones de 18 o més anys hi havia 128,7 homes.
La renda mediana per habitatge era de 46.010 $ i la renda mediana per família de 54.583 $. Els homes tenien una renda mediana de 41.875 $ mentre que les dones 26.063 $. La renda per capita de la població era de 18.695 $. Aproximadament el 2,7% de les famílies i el 3% de la població estaven per davall del llindar de pobresa.

## Poblacions properes
El següent diagrama mostra les poblacions més properes.